# Gábor Talmácsi
Gábor Talmácsi   (Budapest, 28 de maig de 1981) és un antic pilot de motociclisme hongarès que va guanyar el campionat del món de 125cc del 2007, esdevenint el primer (i únic a data del 2024) hongarès a haver guanyat mai un campionat del món de velocitat.

## Carrera internacional

### 125cc
Pilot precoç, Talmácsi va començar a córrer amb minimotos a quatre anys. Després d'uns anys de competir amb èxit a Hongria, va debutar en Gran Premi a setze anys, el 1997, com a pilot convidat ("comodí") amb una Honda a la categoria de 125cc del Gran Premi de la República Txeca, celebrat a Brno, però no es va poder classificar per a la cursa. El 1998 va disputar el campionat d'Europa, on quedà vint-i-vuitè. No fou fins al 2000 que va tornar a obtenir un comodí per al Gran Premi de la República Txeca, on acabà vintè.
El 2001 va trobar lloc a l'equip Racing Service al costat de Marco Petrini, de nou amb una Honda, per a disputar tot el mundial de 125cc. Acabà la temporada al divuitè lloc final. El 2002 va disputar els cinc primers Grans Premis de la temporada amb Italjet, com a company de Stefano Perugini, i a partir del Gran Premi dels Països Baixos ho va fer amb l'Honda de l'equip PEV Moto ADAC Sachsen. Amb aquesta moto va aconseguir el seu millor resultat de la temporada, un quart lloc al Gran Premi del Brasil, i va acabar la temporada en el lloc vint-i-dosè.
El 2003 va córrer amb l'Aprilia de l'equip Exalt Cycle Red Devil com a company de Steve Jenkner i acabà el mundial al catorzè lloc. El 2004 tornà a córrer per a un fabricant italià, aquest cop Malaguti, com a company d'equip de Manuel Manna i acabà la temporada al dissetè lloc final.
El 2005 va tornar a canviar i va passar a KTM, equip amb el qual va aconseguir tres victòries (GP d'Itàlia, GP dels Països Baixos i GP de Qatar) i dos podis més. Tanmateix, la victòria que va obtenir a Qatar per davant del seu company d'equip Mika Kallio va marcar la seva temporada, ja que això li costà al finlandès el campionat del món i, com a conseqüència, KTM no li renovà el contracte a Talmácsi per al 2006 (any en què ambdues parts havien parlat de passar als 250cc). L'hongarès va acabar la temporada en tercer lloc, darrere de Thomas Lüthi i Mika Kallio. El 2006 va tornar a Honda, dins l'equip Humangest Racing, amb Lorenzo Baroni de company i acabà setè a la general.

#### La temporada del 2007

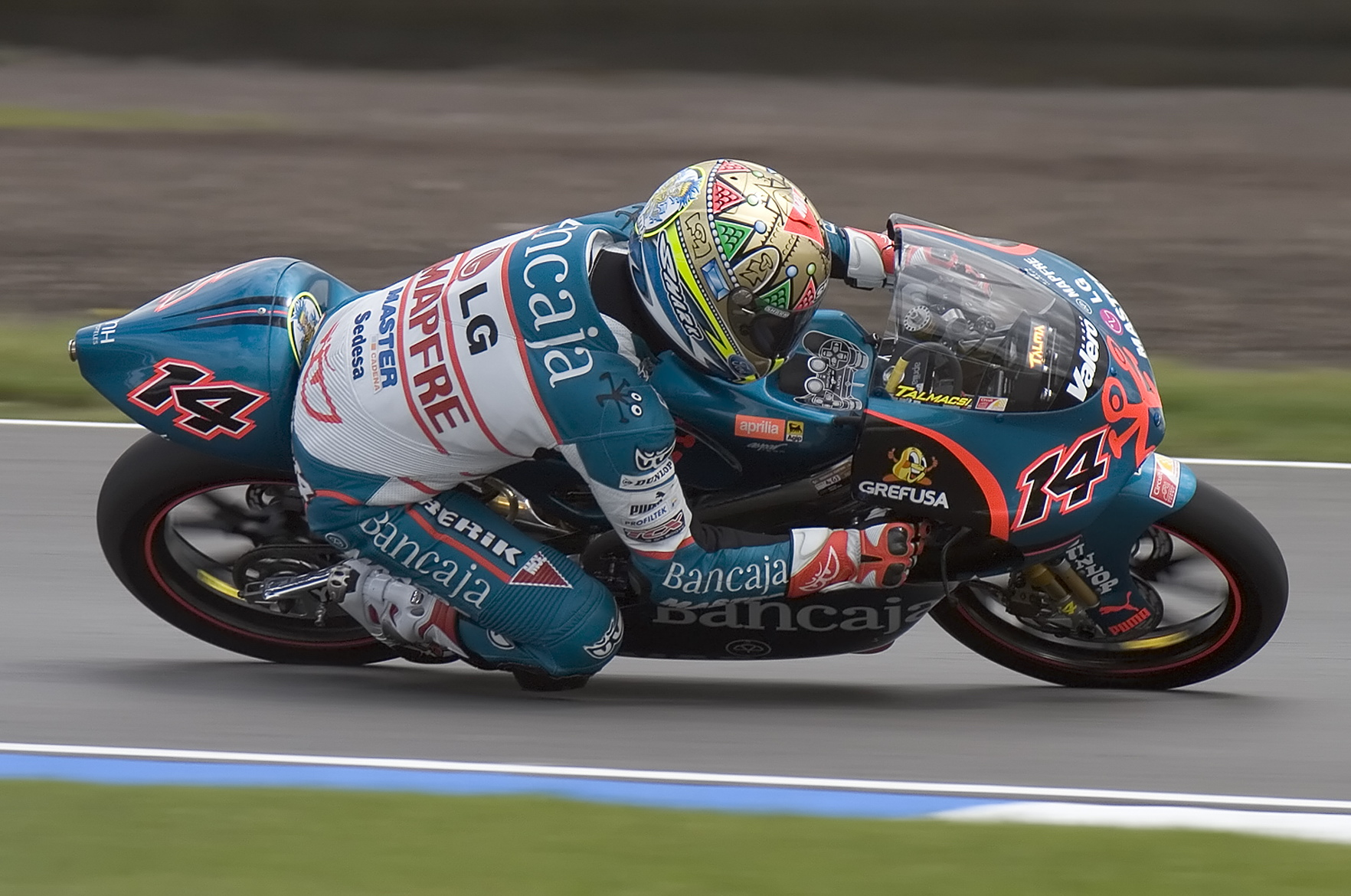
Gábor Talmácsi al GP de Gran Bretanya del 2007

De cara al 2007, Aspar el fitxà com a company d'equip d'Héctor Faubel i Sergio Gadea i li confià una Aprilia RSA 125, la mateixa moto que havia guanyat el mundial l'any anterior amb Álvaro Bautista. L'hongarès començà la temporada amb un segon lloc a Qatar, darrere del seu company Faubel, i després guanyà el Gran Premi d'Espanya. Al llarg de les cinc curses següents es va anar allunyant del capdavant de la classificació provisional, però el Gran Premi de Catalunya va rellançar les seves ambicions pel fet que els seus principals rivals per al títol, Faubel i Lukáš Pešek, es van eliminar perjudicar mútuament en enfrontar-se durant la cursa mentre que ell acabà segon. Aquest resultat el va fer tornar al lideratge del campionat, amb un avantatge de 13 punts, però a la ronda següent, el Gran Premi de Gran Bretanya, es va haver de retirar per una fallada en el motor, mentre que als Països Baixos va quedar tercer, darrere de Faubel. A Sachsenring, Talmácsi guanyà i al següent Gran Premi, a la República Txeca, va quedar quart mentre que Faubel va guanyar. Al Gran Premi de San Marino va guanyar Mattia Pasini mentre que Talmácsi va lluitar per la segona posició a l'esprint amb Simone Corsi i Faubel. Tot i així, aquests darrers van caure i deixaren via lliure a l'hongarès, que tornà així al capdavant de la classificació.
La cursa següent, el Gran Premi de Portugal, va acabar amb una victòria ajustada de Faubel, que va superar a Talmácsi a l'últim revolt. A Motegi, tots dos arribaren en posicions invertides, però va guanyar Pasini. Al Gran Premi d'Austràlia, l'hongarès va acabar vuitè, el seu pitjor resultat de la temporada, mentre que el seu rival Faubel va acabar tercer darrere de Pešek i Joan Olivé i es va situar a només un punt de Talmácsi. L'hongarès, però, no es va rendir; al Gran Premi de Malàisia va sortir segon darrere de Faubel, el va superar i va guanyar la cursa, mentre que el seu rival es va haver de conformar amb la tercera posició, per darrere de la KTM de Tomoyoshi Koyama. La lluita pel títol es va decidir així a la darrera cursa, el Gran Premi de la Comunitat Valenciana, on Talmácsi arribà amb 10 punts d'avantatge sobre Faubel. Talmácsi sortí des de la pole position, Faubel el superà i guanyà la cursa, però l'hongarès acabà segon i es proclamà així campió del món.

#### 2008
El 2008, Talmácsi va continuar a la categoria de 125cc amb l'equip Bancaixa d'Aspar, amb Sergio Gadea i Pere Tutusaus de companys. Tot i un inici desafortunat, després del Gran Premi de San Marino es va trobar en la tercera posició de la classificació provisional gràcies a dues victòries (a Assen i Misano). A Malàisia va obtenir la tercera victòria de la temporada i així va poder pujar a la segona posició provisional, per darrere de Mike Di Meglio, però en haver-se de retirar al Gran Premi de la Comunitat Valenciana va quedar relegat a la tercera posició final, per darrere de Mike Di Meglio i Simone Corsi.

### 250cc, MotoGP i Moto2

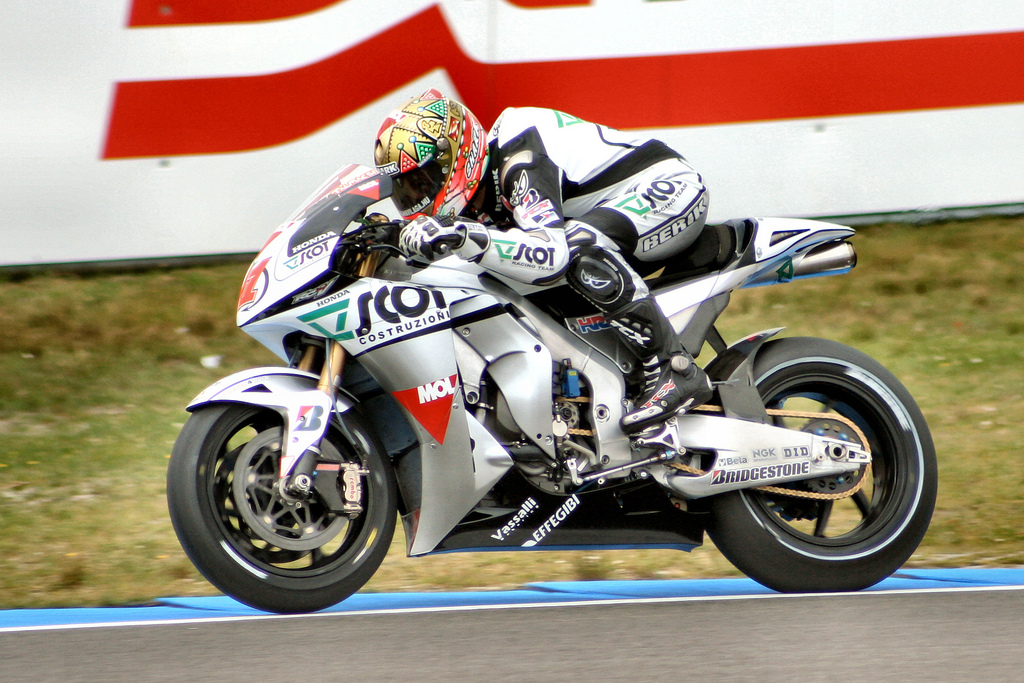
Amb l'Honda de MotoGP a Assen el 2009

El 2009, Talmácsi va passar a córrer al mundial de 250cc amb Aprilia. Durant la temporada , després de només tres curses disputades, va interrompre la seva col·laboració amb l'equip Balatonring per problemes de drets d'imatge i va passar a competir a la categoria de MotoGP amb una Honda RC212V de l'equip Scot Racing, on tingué de company durant dues curses Yuki Takahashi. Talmácsi va debutar en la "categoria reina" al Gran Premi de Catalunya, on va acabar en dissetena posició. Al llarg de la resta de la temporada no va aconseguir remuntar i el seu millor resultat va ser un dotzè lloc a Gran Bretanya, de manera que va acabar la temporada en dissetè lloc. Al mundial de 250cc va acabar-hi divuitè.
El 2010 va passar a córrer a la nova classe de Moto2 amb l'equip Fimmco SpeedUp com a company d'Andrea Iannone. Va acabar la temporada en sisena posició.

### Supersport i retirada
Talmácsi va romandre inactiu durant la temporada del 2011 i al febrer del 2012, en no haver pogut trobar cap equip per córrer va anunciar la seva retirada del motociclisme i va declarar que volia dedicar-se a l'automobilisme, concretament als ral·lis del campionat d'Hongria. Uns mesos després va decidir de tornar al motociclisme i va arribar a un acord amb l'equip PRORACE per a disputar el campionat del món de Supersport amb l'Honda CBR600RR a partir de la ronda de San Marino. Va sumar punts en totes les curses de la temporada en què va participar, acabant en el tretzè lloc de la classificació final. En la mateixa temporada va participar en dues curses al CIV Supersport.
Durant el 2013, Talmácsi va participar en cinc curses del mundial de Supersport amb el mateix equip que la temporada anterior. A la cursa de Portimão va tenir una fallada en el motor, una part del qual va explotar i un tros de metall li va colpejar la canyella, trencant-li instantàniament la tíbia. L'hongarès va declarar: «El meu metge em va explicar què m'havia passat a la cama, bàsicament és com si m'haguessin disparat a distància amb una pistola[..] Els metges van trobar també una part muscular morta i em vaig despertar amb el fet que m'havien hagut d'extirpar entre el 70 i el 80 per cent del múscul anterior de la cama perquè era mort. El motiu va ser que el múscul va ser colpit massa fort pel tros que hi va impactar. Per cert, aquest múscul és el que permet aixecar el peu, de manera que ara mateix no ho puc fer». Arran d'aquest fet, que li va minvar la força necessària a les cames, Talmácsi va anunciar la seva retirada de les curses de motociclisme.

## Propietari d'equip de Superstock
De cara a la temporada del 2014, Talmácsi va crear el seu propi equip de competició per al Campionat d'Europa de Superstock 600, el Talmácsi Racing, integrat per l'antic pilot de Moto2 Alessandro Zaccone i Richárd Bódis. El 2015 només va presentar-hi Zaccone i, un cop acabada la temporada, el campionat Superstock 600 es va cancel·lar.

## Resultats al Mundial de motociclisme

### Per temporada
| Temporada | Categoria | Moto          | Equip                                        | Número | Posició | Curses | Pts  | Victòries | Podis | Poles | FLaps |
| --------- | --------- | ------------- | -------------------------------------------- | ------ | ------- | ------ | ---- | --------- | ----- | ----- | ----- |
| 2000      | 125cc     | Honda         | Pannonia Racing                              | 82     | NC      | 1      | 0    | 0         | 0     | 0     | 0     |
| 2001      | 125cc     | Honda         | Racing Service                               | 28     | 18è     | 16     | 34   | 0         | 0     | 0     | 0     |
| 2002      | 125cc     | Italjet Honda | Italjet Racing Service PEV Moto ADAC Sachsen | 8      | 22è     | 15     | 20   | 0         | 0     | 0     | 0     |
| 2003      | 125cc     | Aprilia       | Exact Cycle Red Devil                        | 79     | 14è     | 70     | 0    | 0         | 0     | 0     | 0     |
| 2004      | 125cc     | Malaguti      | Semprucci Malaguti                           | 14     | 17è     | 16     | 43   | 0         | 0     | 0     | 0     |
| 2005      | 125cc     | KTM           | Red Bull KTM GP125                           | 14     | 3r      | 16     | 198  | 3         | 5     | 1     | 1     |
| 2006      | 125cc     | Honda         | Humangest Racing Team                        | 14     | 7è      | 16     | 119  | 0         | 1     | 0     | 0     |
| 2007      | 125cc     | Aprilia       | Bancaja Aspar                                | 14     | 1r      | 17     | 282  | 3         | 10    | 5     | 6     |
| 2008      | 125cc     | Aprilia       | Bancaja Aspar Team                           | 1      | 3r      | 17     | 206  | 3         | 9     | 4     | 2     |
| 2009      | 250cc     | Aprilia       | Balatonring Team                             | 28     | 18è     | 3      | 28   | 0         | 0     | 0     | 0     |
| 2009      | MotoGP    | Honda         | Scot Racing Team MotoGP                      | 41     | 17è     | 12     | 19   | 0         | 0     | 0     | 0     |
| 2010      | Moto2     | Speed Up      | Fimmco Speed Up                              | 2      | 6è      | 17     | 109  | 0         | 1     | 1     | 0     |
| Total     |           |               |                                              |        |         | 162    | 1128 | 9         | 26    | 11    | 9     |

### Per categoria
| Categoria | Temporada | 1a Cursa             | 1r Podi    | 1a Victòria | Curses | Victòries | Podis | Poles | FLaps | Pts  | Títols |
| --------- | --------- | -------------------- | ---------- | ----------- | ------ | --------- | ----- | ----- | ----- | ---- | ------ |
| 125cc     | 2000–2008 | 2000 República Txeca | 2005 Xina  | 2005 Itàlia | 130    | 9         | 25    | 10    | 9     | 972  | 1      |
| 250cc     | 2009      | 2009 Qatar           |            |             | 3      | 0         | 0     | 0     | 0     | 28   | 0      |
| Moto2     | 2010      | 2010 Qatar           | 2010 Aragó |             | 17     | 0         | 1     | 1     | 0     | 109  | 0      |
| MotoGP    | 2009      | 2009 Catalunya       |            |             | 12     | 0         | 0     | 0     | 0     | 19   | 0      |
| Total     | 2000–2010 |                      |            |             | 162    | 9         | 26    | 11    | 9     | 1128 | 1      |

### Curses per any
Barem de puntuació de 1993 ençà:
| Posició | 1  | 2  | 3  | 4  | 5  | 6  | 7 | 8 | 9 | 10 | 11 | 12 | 13 | 14 | 15 |
| Punts   | 25 | 20 | 16 | 13 | 11 | 10 | 9 | 8 | 7 | 6  | 5  | 4  | 3  | 2  | 1  |

(Ids. Grans Premis | Llegenda) (Curses en negreta indiquen pole; curses en  itàlica indiquen volta ràpida)
| Any  | Categoria | Moto     | 1       | 2       | 3      | 4       | 5       | 6      | 7       | 8       | 9      | 10      | 11      | 12      | 13      | 14      | 15     | 16      | 17      | Pos | Pts |
| ---- | --------- | -------- | ------- | ------- | ------ | ------- | ------- | ------ | ------- | ------- | ------ | ------- | ------- | ------- | ------- | ------- | ------ | ------- | ------- | --- | --- |
| 1997 | 125cc     | Honda    | MAL     | JPN     | ESP    | ITA     | AUT     | FRA    | NED     | IMO     | GER    | BRA     | GBR     | CZE DNQ | CAT     | INA     | AUS    |         |         | NC  | 0   |
| 2000 | 125cc     | Honda    | RSA     | MAL     | JPN    | ESP     | FRA     | ITA    | CAT     | NED     | GBR    | GER     | CZE 20  | POR     | VAL     | BRA     | PAC    | AUS     |         | NC  | 0   |
| 2001 | 125cc     | Honda    | JPN 23  | RSA 21  | ESP 17 | FRA 16  | ITA 14  | CAT 17 | NED Ret | GBR 10  | GER 18 | CZE 9   | POR 12  | VAL 11  | PAC 6   | AUS 28  | MAL 20 | BRA Ret |         | 18è | 34  |
| 2002 | 125cc     | Italjet  | JPN Ret | RSA 18  | ESP 20 | FRA Ret | ITA Ret | CAT    |         |         |        |         |         |         |         |         |        |         |         | 22è | 20  |
| 2002 | 125cc     | Honda    |         |         |        |         |         |        | NED 15  | GBR Ret | GER 18 | CZE 11  | POR Ret | BRA 4   | PAC 21  | MAL Ret | AUS 16 | VAL 15  |         | 22è | 20  |
| 2003 | 125cc     | Aprilia  | JPN 14  | RSA Ret | ESP 19 | FRA 16  | ITA 16  | CAT 9  | NED 9   | GBR 9   | GER 6  | CZE 11  | POR 7   | BRA 8   | PAC 14  | MAL 14  | AUS 9  | VAL 12  |         | 14è | 70  |
| 2004 | 125cc     | Malaguti | RSA Ret | ESP Ret | FRA 16 | ITA 13  | CAT 17  | NED 17 | BRA 19  | GER 16  | GBR 13 | CZE Ret | POR 7   | JPN 8   | QAT Ret | MAL 8   | AUS 11 | VAL 9   |         | 17è | 43  |
| 2005 | 125cc     | KTM      | ESP 5   | POR Ret | CHN 3  | FRA 6   | ITA 1   | CAT 4  | NED 1   | GBR Ret | GER 4  | CZE 9   | JPN Ret | MAL 5   | QAT 1   | AUS 7   | TUR 4  | VAL 2   |         | 3r  | 198 |
| 2006 | 125cc     | Honda    | ESP 8   | QAT 11  | TUR 6  | CHN 4   | FRA 17  | ITA 8  | CAT 8   | NED 11  | GBR 10 | GER 14  | CZE 3   | MAL 8   | AUS 9   | JPN 9   | POR 8  | VAL 9   |         | 7è  | 119 |
| 2007 | 125cc     | Aprilia  | QAT 2   | ESP 1   | TUR 5  | CHN 4   | FRA 4   | ITA 4  | CAT 2   | GBR Ret | NED 3  | GER 1   | CZE 4   | SM 2    | POR 2   | JPN 2   | AUS 8  | MAL 1   | VAL 2   | 1r  | 282 |
| 2008 | 125cc     | Aprilia  | QAT 12  | ESP Ret | POR 6  | CHN 3   | FRA 14  | ITA 2  | CAT 3   | GBR Ret | NED 1  | GER 3   | CZE 4   | SM 1    | INP 14  | JPN 3   | AUS 3  | MAL 1   | VAL Ret | 3r  | 206 |
| 2009 | 250cc     | Aprilia  | QAT 10  | JPN 4   | ESP 7  | FRA     | ITA     |        |         |         |        |         |         |         |         |         |        |         |         | 18è | 28  |
| 2009 | MotoGP    | Honda    |         |         |        |         |         | CAT 17 | NED 16  | USA Ret | GER 15 | GBR 12  | CZE 13  | INP 14  | SM 14   | POR 14  | AUS 13 | MAL 14  | VAL 16  | 17è | 19  |
| 2010 | Moto2     | Speed Up | QAT 9   | ESP 9   | FRA 5  | ITA 7   | GBR Ret | NED 13 | CAT 11  | GER 6   | CZE 6  | INP 8   | SM 7    | ARA 3   | JPN 21  | MAL Ret | AUS 18 | POR 8   | VAL 10  | 6è  | 109 |